# Kamsprötat puckelfly
Kamsprötat puckelfly, Aporophyla lueneburgensis, är en fjärilsart som beskrevs av Christian Friedrich Freyer 1848. Kamsprötat puckelfly ingår i släktet Aporophyla och familjen nattflyn, Noctuidae. Arten är reproducerande i Sverige och populationen är bedömda som livskraftig, LC. I Finland ses arten som sällsynt migrant och är klassad som tillfällig. Inga underarter finns listade i Catalogue of Life.